# Transbaikalia
Transbaikalia (en ruso: Забайкалье, romanizado: Zabaikalie) o Dauria (Даурия, Dauriya) es el nombre con el que se conoce a la región montañosa localizada al este de, o «más allá de» (trans) el lago Baikal, en Rusia. El nombre alternativo, Dauria, deriva del etnónimo de los nativos daur. Se extiende casi 1000 km de norte a sur, desde la meseta Pátomskoie y la meseta Norte Baikal hasta la frontera estatal de Rusia. La región de Transbaikalia comprende más de 1000 km de oeste a este, desde el lago Baikal al meridiano de la confluencia de los Shilka y Argún.
En la Rusia Imperial, Dauria fue asimismo un óblast con su capital en Nérchinsk, y luego en Chitá, que se convirtió en parte de la República del Lejano Oriente en 1920. En la actualidad se divide en la república de Buriatia y el krai de Transbaikalia y representa casi la totalidad del territorio de estos dos sujetos federales.
La región ha dado su nombre a varias especies animales, como el erizo dauriano o del Gobi (Mesechinus dauuricus), y las siguientes aves: papamoscas marrón (Muscicapa dauurica), grajilla dauriana (Corvus dauuricus), perdiz dauriana (Perdix daurica), candelita dauriana (Phoenicurus auroreus), estornino dauriano (Sturnus sturninus), alcaudón dauriano (Lanius isabellinus) y la golondrina dáurica  (Hirundo daurica). El nombre común del famoso alerce dauriano o de Gmelin (Larix gmelinii), así como el del espino cerval dauriano (Rhamnus davurica)  también derivan de la misma fuente.
La localidad de Oktiabrski, en el óblast de Amur, cerca de la frontera entre Rusia y China, es un importante lugar de la minería del uranio y de sus instalaciones de procesamiento.